# Julien Klein
Julien Klein, né le 7 avril 1988 en France, est un footballeur français qui joue au poste de défenseur central au CS Fola Esch.

## Biographie

### Thionville FC (2006-2010)
Formé au sein du Thionville FC, c'est dans ce club que la carrière du joueur débute.
En 2009, il remporte le championnat de Division d'Honneur avec son club formateur et monte ainsi en CFA 2.

### CS Fola Esch (depuis 2010)
Après une belle saison en CFA 2, le joueur s'engage avec le CS Fola Esch, au Luxembourg, alors en BGL Ligue.
Alors capitaine emblématique du club au fil des années, le joueur remporte trois championnats de BGL Ligue avec son club, en 2013, en 2015 et en 2021.

## Palmarès
| Thionville FC (1) :                    | CS Fola Esch (4) : |
| -------------------------------------- | --- |
| - Division d'Honneur - Champion : 2009 | - BGL Ligue (3) - Champion : 2013, 2015 et 2021 - Vice-champion : 2016 et 2019 - Coupe du Luxembourg - Finaliste : 2017 - Supercoupe du Luxembourg - Vainqueur : 2017 |

## Vie privée
En mai 2023, le joueur annonce souffrir d'un cancer et débute alors une chimiothérapie.
Soutenu par l'ensemble du football luxembourgeois ainsi que par son club formateur, l'US Thionville Lusitanos, il annonce reprendre l'entraînement en janvier 2024. Il reprend le football peu de temps avant la fin du championnat et sauve son club d'une relégation en 2024.